# Viande de chameau
 (avril 2021).
Si vous disposez d'ouvrages ou d'articles de référence ou si vous connaissez des sites web de qualité traitant du thème abordé ici, merci de compléter l'article en donnant les références utiles à sa vérifiabilité et en les liant à la section « Notes et références ».

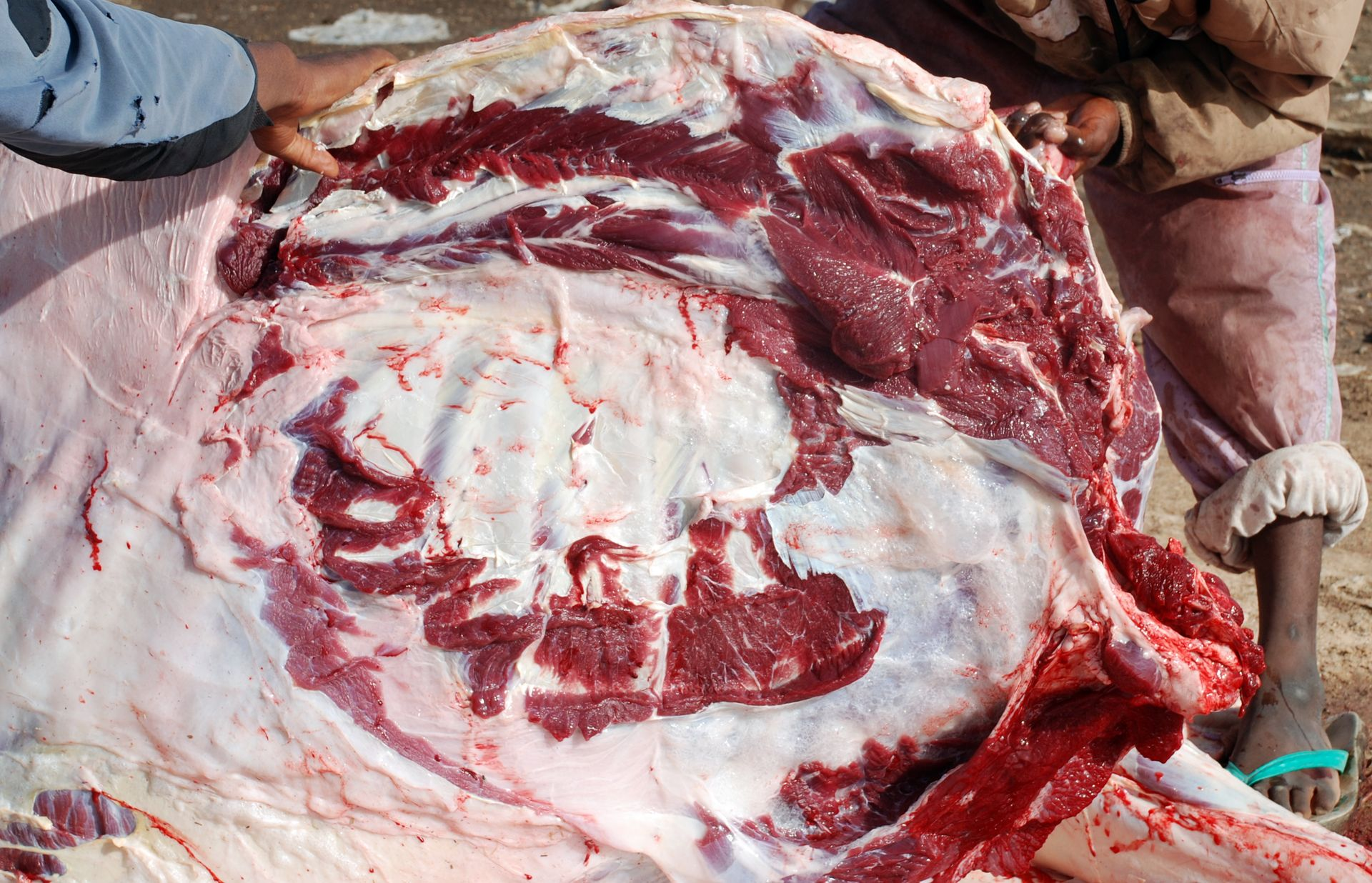
Découpe d'une carcasse de Dromadaire sur une plage de Nouadhibou, en Mauritanie.

La viande de chameau, ou viande caméline, est une viande issue des chameaux, dont les deux espèces sont le Chameau de Bactriane (Camelus bactrianus) et le Dromadaire (C. dromedarius).  
Essentiellement consommée dans les pays arides où ces deux espèces représentent une part non négligeable du cheptel local, la viande de chameau représentait 1 % du marché des viandes rouges en 2013. 

## Alimentation et cuisine
Ayant une composition chimique similaire à la viande bovine, cette viande est toutefois relativement maigre et très pauvre en cholestérol en raison de la centralisation de la graisse dans la bosse.
En Mauritanie, cette graisse de bosse est servie en cubes, accompagnés de tranches de foie grillées.

## Aspects culturels

### La viande, l'un des usages du chameau
Les grands camélidés sont le type même d’animaux multi-usages : laine, transport, course, tourisme, travaux agricoles et « concours de beauté », lait ou encore viande. En Afrique, en Asie et en Orient les nomades utilisent depuis des siècles déjà les camélidés comme bêtes de somme, mais traditionnellement on n’abattait le plus souvent que des bêtes blessées ou trop âgées pour continuer à être utilisées. 
Dans nombre de tribus la possession de chameaux était et est encore un signe de richesse et de réputation et c’est pourquoi on ne consomme pas de chameaux en bonne santé. Cette habitude prédomine, par exemple, en Afrique orientale. Au Soudan également, on n’abat de chameaux que pour des raisons particulières. En Somalie, au contraire, on consomme plus souvent de la viande de chameau pour laquelle il existe des boucheries spéciales. Au contraire en Afrique on préfère généralement d’autres sortes de viande, c’est aussi à cause de la consistance un peu sèche de la viande de chameau et de son goût particulier. En général on préfère les jeunes du fait que la viande ressemble alors au bœuf par le goût et la texture.

### Une viande très appréciée dans les Pays du Golfe et le monde arabe
Cette viande est très appréciée dans les États arabes, surtout dans les Émirats arabes unis où elle a été pendant longtemps la source de protéines la plus importante. Des États comme l'Égypte, la Libye et l'Arabie saoudite importent les chameaux élevés pour la consommation.  
En 1980 plus de 338 000 chameaux de boucherie ont été exportés par le seul Soudan vers le Proche-Orient. Dans certaines régions de Mauritanie, on consomme surtout de la viande de chameau. Au Sahara occidental les chameaux n’ont qu’une fonction restreinte comme bêtes de somme, on les élève surtout pour donner de la viande. On se sert de la viande de chameau pour se procurer des protéines de haute qualité dans ces zones climatiques car elle contient moins de graisse et moins de cholestérol que le bœuf. 

### Une viande taboue dans certaines cultures
La consommation de viande de chameau fait l’objet de tabous ou du moins de réticences à la consommation dans certaines sociétés. 
Un tabou alimentaire fondé sur la religion interdit la viande de chameau aux juifs, aux chrétiens coptes en Égypte, aux chrétiens d'Éthiopie, aux hanbalites, aux fidèles du zoroastrisme en Iran ainsi qu’aux mandéens. En Somalie le cœur et les testicules d'un chameau sont interdits aux femmes, aux hommes ce sont les pieds. La bosse, très grasse, est en général proposée d'abord aux hommes.
Les Raika, une caste hindoue au Rajasthan et au Gujarat, des États fédéraux du nord-ouest de l’Inde, élèvent des chameaux comme animaux de trait mais évitent strictement de consommer leur viande, de même qu’ils ne boivent qu'exceptionnellement du lait de chamelle et en petite quantité. L'origine de ce tabou alimentaire est mal éclaircie : il ne peut pas s’expliquer par la foi hindoue du fait que les éleveurs de chameaux musulmans dans la province pakistanaise voisine du Sindh ne mangent pas non plus de cette viande. En revanche la consommation de la viande de chameau est très répandue à Karachi, la capitale du Sindh, où des charrettes traînées par des chameaux font partie l'image des rues. De préférence ce sont les bêtes vieilles et malades que l’on abat.

## Hygiène et santé
La consommation de viande de chameau, relativement maigre et plus faible en cholestérol, présente moins de risque de développer des maladies cardiaques que d'autres viandes rouges.
Au Moyen-Orient, la viande de chameau crue ou mal cuite peut être un vecteur du MERS-CoV selon l'Organisation mondiale de la Santé.

## Aspects économiques
En 2011, le nombre de camélidés dans le monde était estimé à 25 millions de têtes par l'Organisation des Nations unies pour l'alimentation et l'agriculture.
Son coût de production est l'un des plus bas au monde et les conditions d'élevage, à la différence des bovins, peuvent s'établir dans des milieux arides.
Le pourcentage de chameaux officiellement abattus (rapporté à la population totale) à l’échelle mondiale a régulièrement augmenté depuis les années 1960 passant de 5 à 7 %. Cette hausse peut être expliquée par une meilleure organisation de la filière et par une diminution des abattages non-officiels. Le taux d’abattage annuel est cependant très variable d’un pays à l’autre : il est en moyenne plus faible en Afrique (5,7%) qu’en Asie (7,6%). Au niveau régional, il apparaît particulièrement élevé au Proche-Orient (32,6%), comparé à l’Extrême-Orient (18%), à l’Afrique du Nord (26,3%) et à l’Afrique de l’Ouest (9,1%). Dans les autres régions, l’importance de l’abattage semble bien moins marqué, soit en raison d'interdits religieux, soit en raison d'une priorité donnée à la production laitière.
En 2003, la production de viande de chameau du continent africain s'élevait au total à environ 248 000 tonnes et la production mondiale à environ 300 000 tonnes. Depuis 1988, il existe aussi en Australie un petit élevage de chameaux destinés à l'exportation. 

## Commerce
Elle est exportée notamment depuis la corne de l'Afrique et le Sahel et importée en Afrique du Nord et dans les pays du Golfe.

Galerie
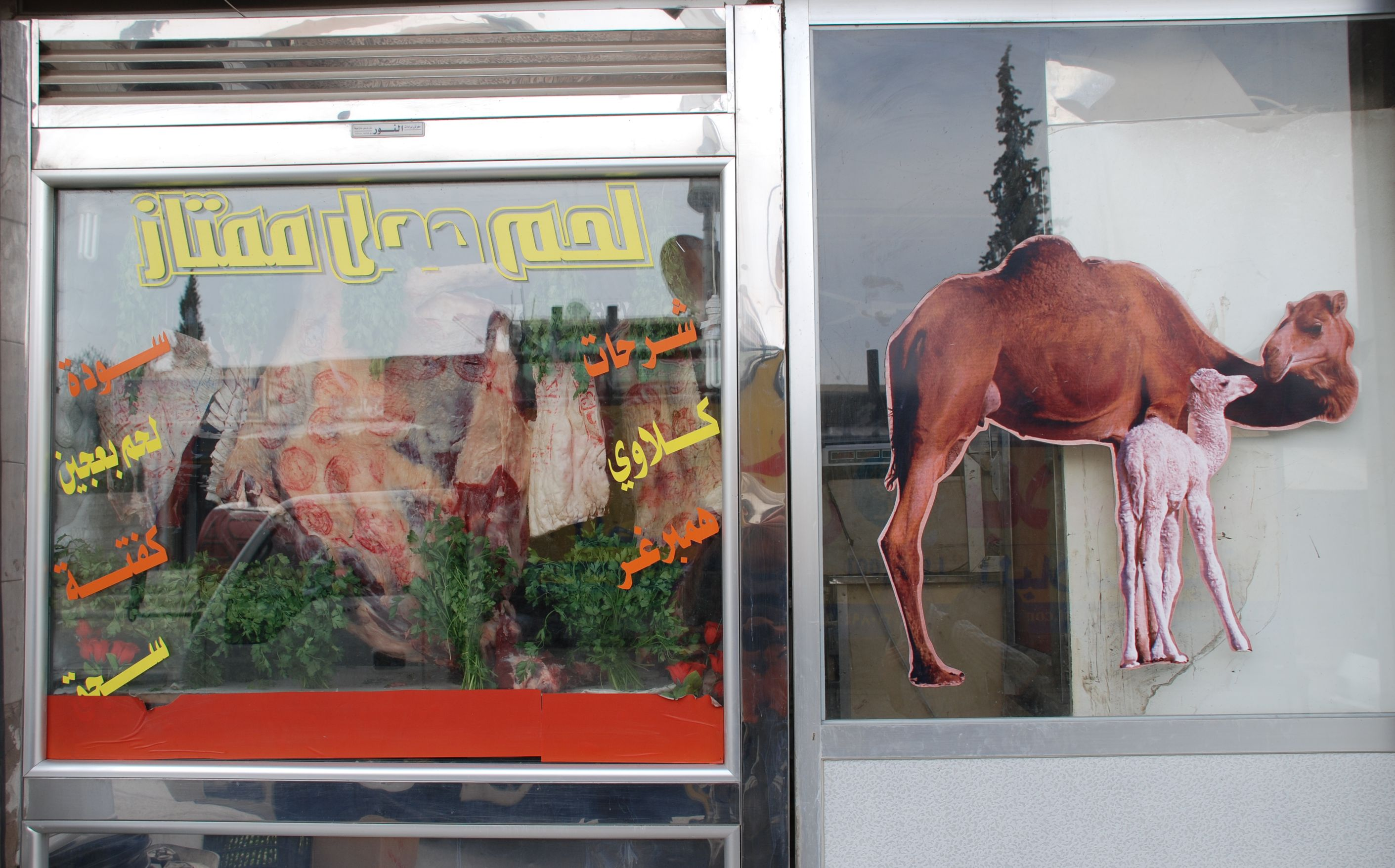
Boucherie caméline à Dumeir, en Syrie.
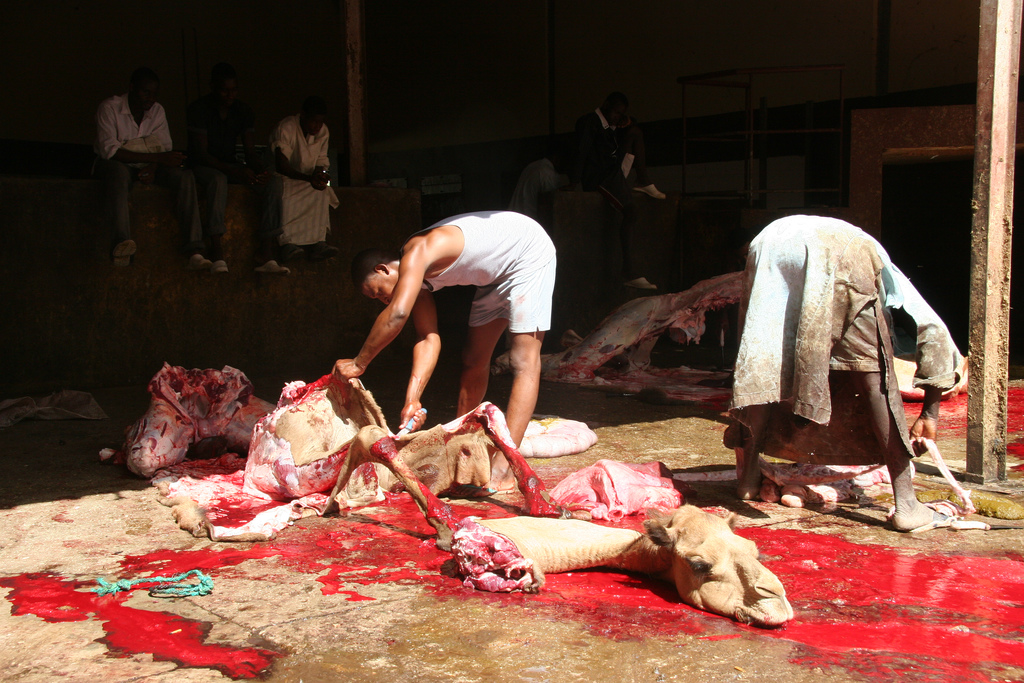
Abattage et dépeçage d'un dromadaire en Mauritanie.
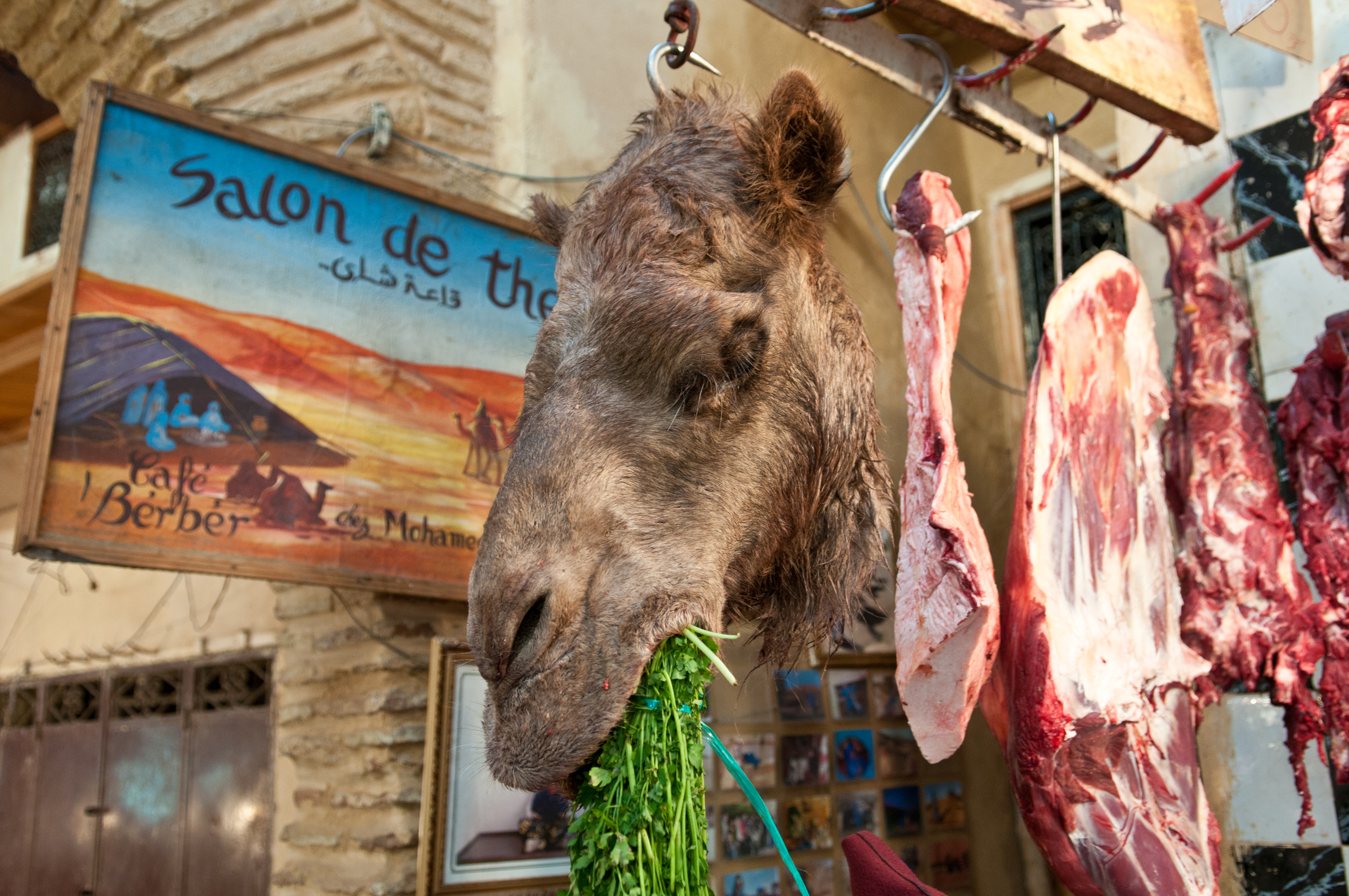
Affichage d'une tête (it) de dromadaire près de Bab Boujloud, à Fès, au Maroc.
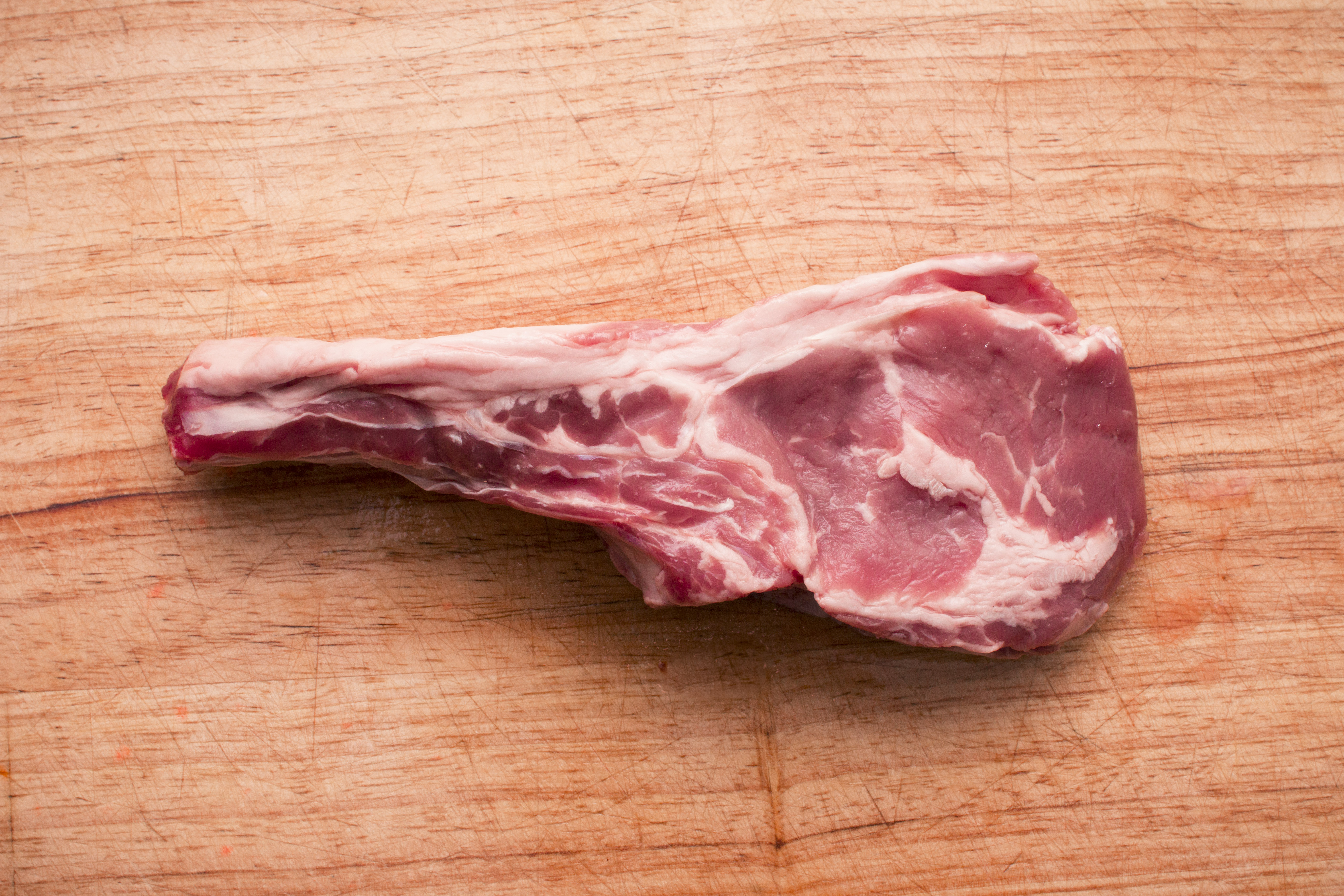
Entrecôte de chameau.